# ويليام إف. ميلر
ويليام إف. ميلر هو سياسي أمريكي، ولد في 24 سبتمبر 1869، وتوفي في 7 سبتمبر 1954. نشط حزبياً في الحزب الجمهوري. وقد انتخب عضو جمعية ولاية ويسكونسن ‏.